# Chiesa di San Giovanni Battista (Macchie)
La chiesa di San Giovanni Battista si trova a Macchie, in Provincia di Macerata, nel comune di Castelsantangelo sul Nera. L'edificio si trova nella parte estrema del paese.

## Storia
La chiesa risale al XV secolo, infatti è successiva alla vicina chiesa di Sant’Antonio. Nel corso del XX secolo è stata più volte vittima di furti, infatti molte opere in essa presenti sono delle copie donate dalla popolazione.

## Descrizione
La chiesa presenta un campanile a torre romanico, che appoggia in corrispondenza della parte presbiterale. Sullo stesso lato si aprono due portali: uno rettangolare e uno ad arco strombato. L'affresco che occupa la parete di fondo rappresenta la Crocifissione di Gesù, affresco risalente al XV secolo. Intorno alla croce ci sono la Madonna, San Giovanni Evangelista, Maria Maddalena e due angeli che raccolgono il sangue di Gesù. Nella chiesa l'altare è caratterizzato da un paliotto del 1742.

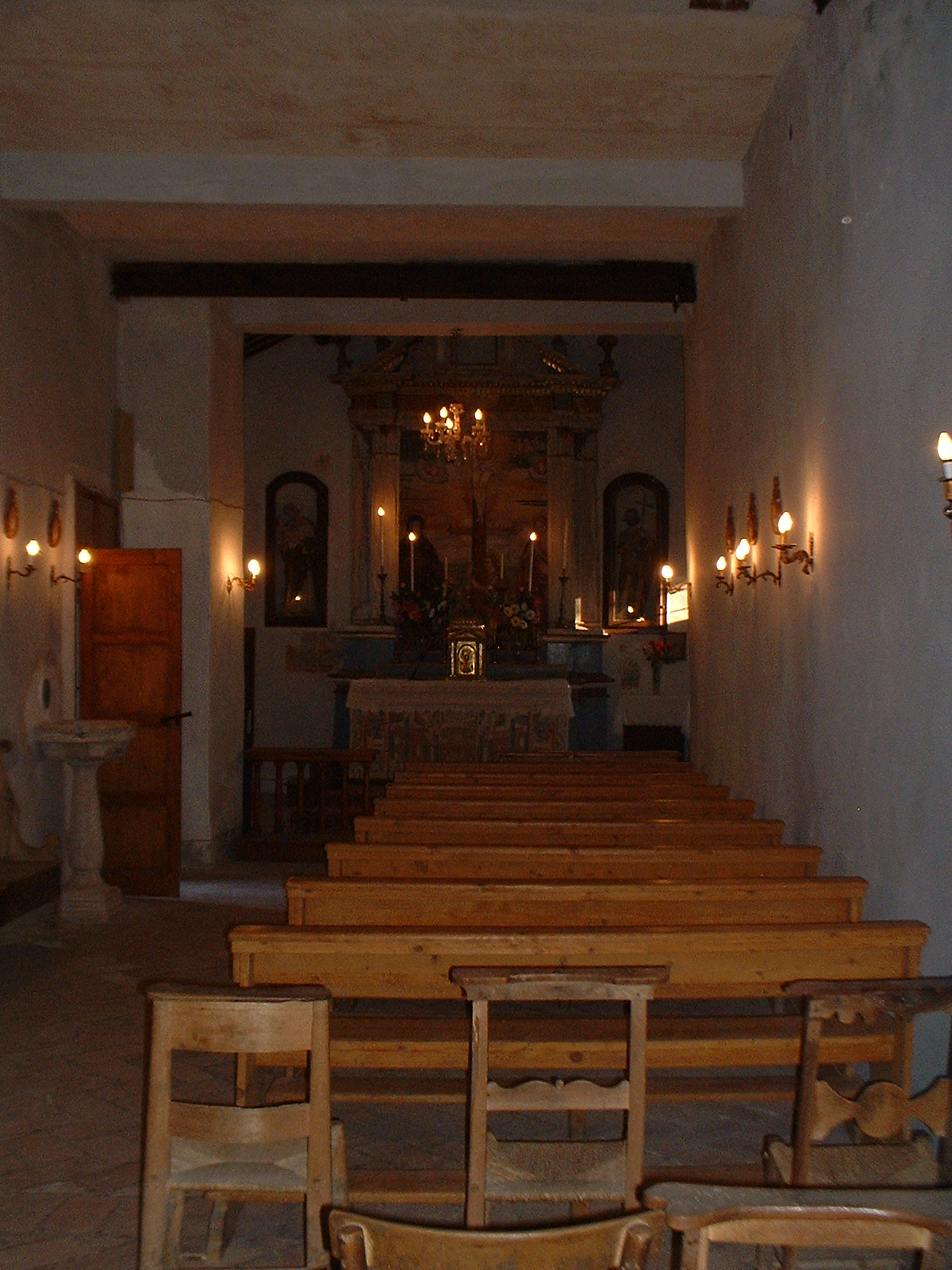
L'interno della chiesa
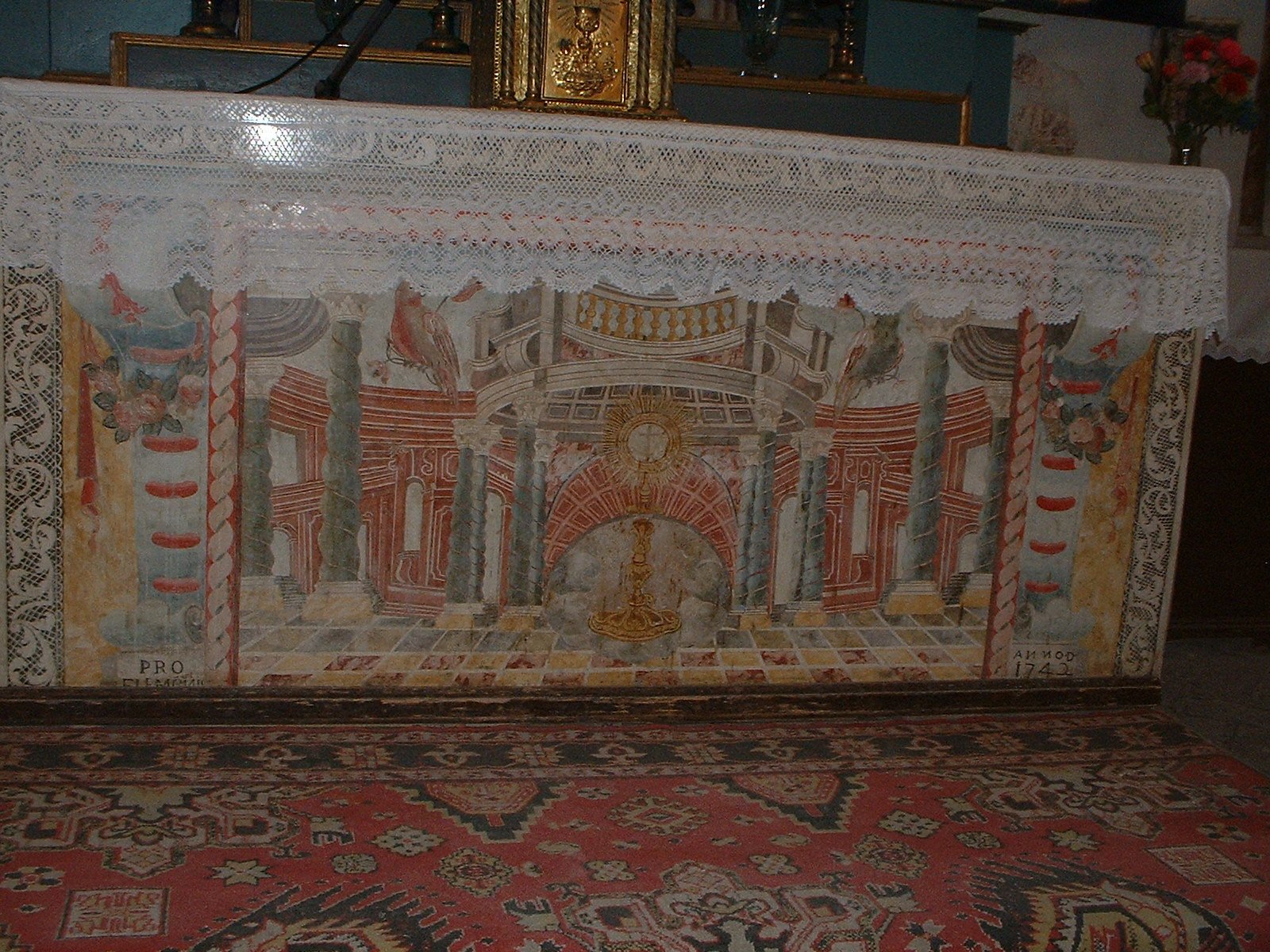
Il paliotto del 1742
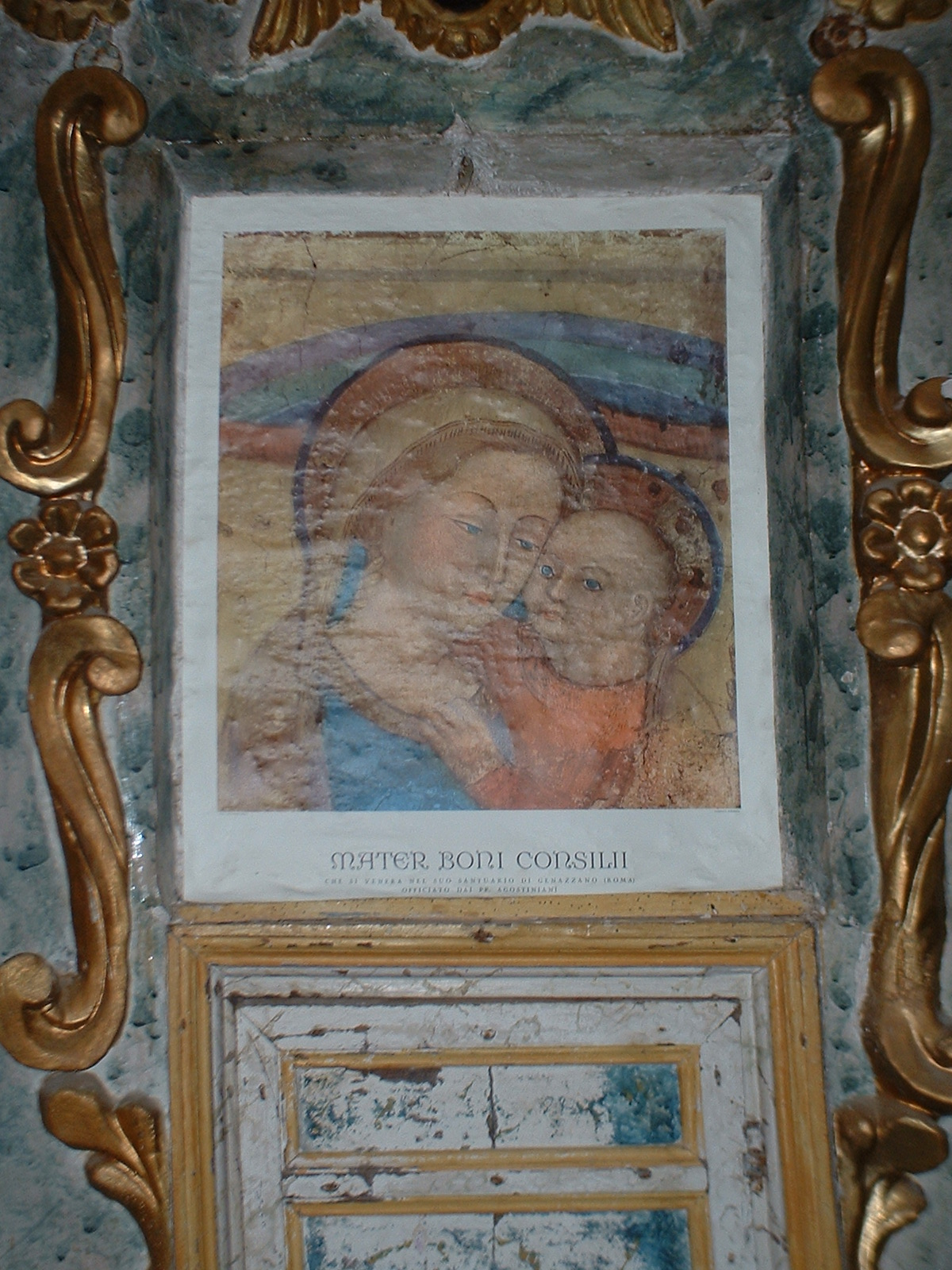
Madre del Buon Consiglio
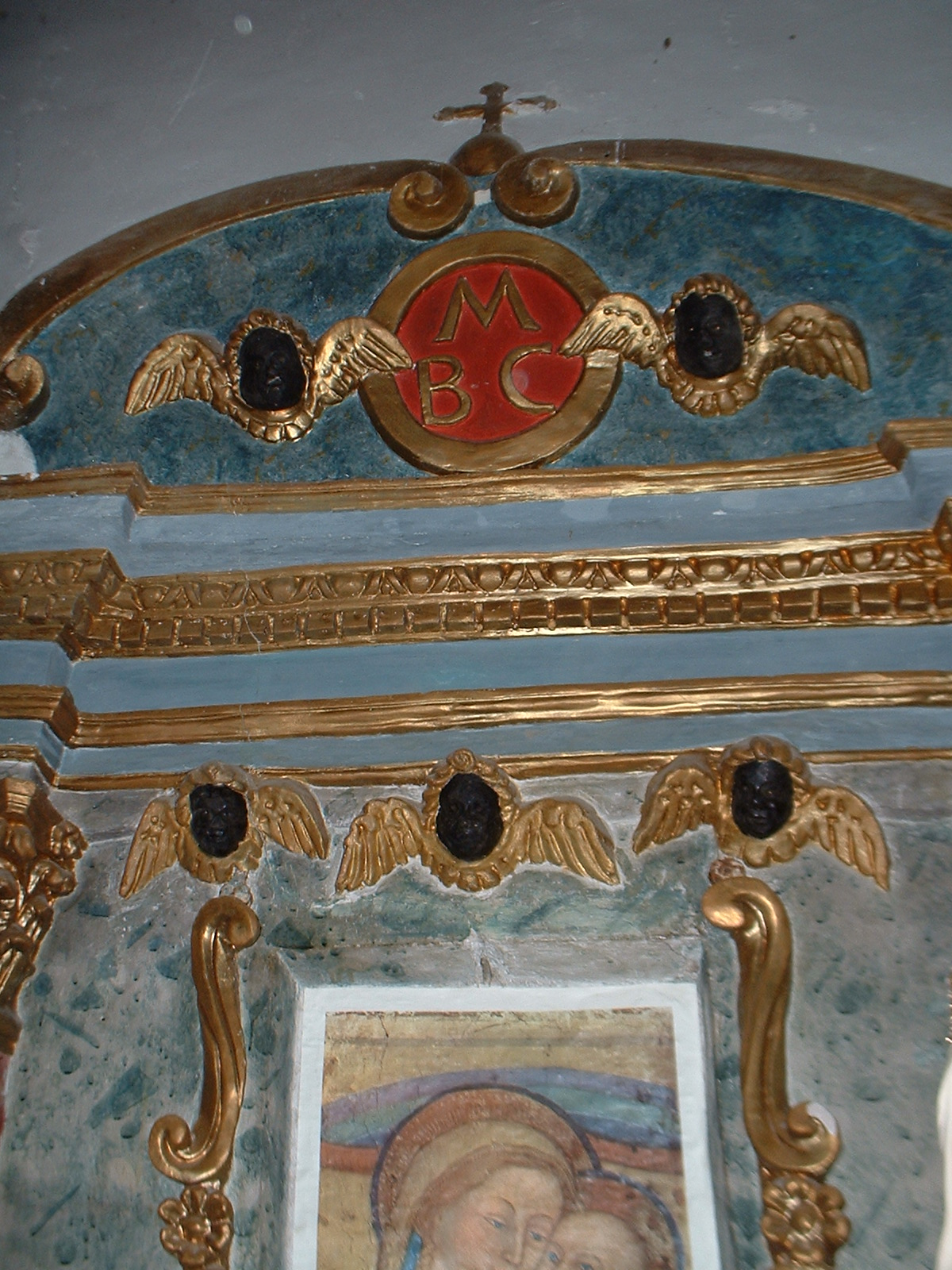
Particolare della chiesa